# William Arthur Lewis
Sir William Arthur Lewis (Castries, Saint Lucia, Imperi Britànic, 23 de gener de 1915 - Bridgetown, Barbados, 15 de juny de 1991) fou un economista britànic guardonat amb el Premi del Banc de Suècia de Ciències Econòmiques l'any 1979.

## Biografia
Va néixer a Castries (Saint Lucia), illa que en aquells moments formava part del Regne Unit però que actualment és un estat independent. Gràcies a una beca concedida pel Govern britànic va estudiar economia a la London School of Economics, on es graduà el 1937 i doctorà el 1940 en economia industrial. El 1948 fou nomenat catedràtic d'aquesta àrea a la Universitat de Manchester, esdevenint el 1950 catedràtic d'economia del desenvolupament a la mateixa universitat, i el 1959 fou designat vicecanceller de la Universitat de les Índies Occidentals.
El 1963 fou nomenat Cavaller per part de la reina Elisabet II del Regne Unit. Aquell mateix s'establí als Estats Units d'Amèrica, d'on fou professor de la Universitat de Princeton, i el 1970 es traslladà a Barbados per col·laborar en la creació del Banc de Desenvolupament del Carib, del qual en fou director.
Va morir el 1991 a la població de Bridgetown, situada al sud de Barbados. Les seves restes descansen en el col·legi comunitari que duu el seu nom al seu país natal, Saint Lucia.

## Recerca econòmica
Interessat en l'economia del desenvolupament és autor de models teòrics explicatius de la funció del sector agrícola en les economies dels països en vies de desenvolupament. La seva investigació se centrà inicialment en les causes fonamentals del creixement o estancament econòmic, posteriorment en l'anàlisi de la influència del desenvolupament en les diferents variables econòmiques i finalment en el disseny d'un conjunt de mesures capaces d'estimular el creixement de l'economia.
El 1979 fou guardonat amb el Premi del Banc de Suècia de Ciències Econòmiques, juntament amb Theodore W. Schultz, “per les seves aportacions a les investigacions en matèria de desenvolupament econòmic, amb especial èmfasi als problemes que enfronten els països en vies de desenvolupament”.